# 蘇聯戰爭罪行
蘇聯戰爭罪行概略描述苏联军队在1919年至1990年間，其領導人和數目不詳成員所犯之嚴重、並可能違反國際法之戰爭行為，包括1944年至1945年初在東歐與中國東北所進行的戰爭或武力鎮壓，特別是謀殺和強姦。至今未有任何國際軍事裁判組織對紅軍領導階層任何一人就戰爭罪行在法庭起訴追究。

## 第二次世界大战之前

### 红军和大屠杀
早期的苏联领导人曾公开谴责反犹太主义，威廉·科雷写道：“自30年代末以来，反犹太歧视就已成为苏维埃国家政策的一部分。”苏联当局努力遏制反犹太人的偏见，特别是在俄罗斯内战期间，红军部队进行大屠杀时，以及在1919-1920年在巴拉诺维奇的苏波战争期间。
大屠杀受到了红军最高指挥部的谴责，有罪的部队被解除武装，而个别大屠杀者被军事法庭审判。被判有罪的人被处决。仅管此后仍发生了乌克兰红军部队的大屠杀，但犹太人认为红军是唯一愿意保护他们的力量。据估计，在俄罗斯内战期间被杀害的犹太人有3,450人，占犹太受害者的2.3％，这些人是由布尔什维克军队谋杀的。相比之下，根据《摩根索报告》，在涉及波兰责任的所有事件中，总共约有300名犹太人丧生。该委员会还发现，波兰军事和民政当局已尽最大努力防止此类事件及其将来的再次发生。摩根索报告指出，对犹太人的某些形式的歧视具有政治性质，而不是反犹太性质，因此特别避免使用“大屠杀”一词，并指出该词的使用范围广泛。没有具体定义。

## 红军和内务人民委员部
1922年2月6日，契卡改为内务人民委员部的一部分，即国家政治保卫局或格别乌。内务人民委员部宣布其职能是保护苏联的国家安全，这是通过对“阶级敌人”进行大规模的政治迫害来实现的。在实施政治镇压方面，红军经常向内务人民委员部提供支持。作为古拉格的内部安全部队和狱警特遣队，在整个苏维埃历史上的军事敌对时期，内部部队压制了持不同政见者并从事战争罪。他们专门负责维持古拉格的秩序、进行大规模驱逐和强迫重新安置。后者针对的是苏维埃当局假定对其政策怀有敌意并可能与敌人合作的许多民族，包括车臣人、克里米亞韃靼人和朝鲜人。

## 第二次世界大战

### 背景
在軸心國方面，種族意識形態是發動第二次世界大戰的主要因素，並導致蘇聯平民在1941-45年德國入侵和佔領期間遭受許多戰爭罪行，估計約兩千萬蘇聯平民在戰爭期間因戰鬥波及和系統性消滅政策直接導致死亡。
在蘇聯方面，紅軍自成立第一天就是意識形態灌輸和取向，它是蘇聯共產政權為了在血腥的俄國內戰保護新政權而設立。紅軍之父列夫·托洛茨基，利用宣傳、思想灌輸和無情恐怖來擊敗白軍。因蓄意饑荒、恐怖行動、集體處死、放逐和其他報復懲罰導致的後果，使得俄國內戰中平民人口的死傷遠高於戰鬥員，一些研究顯示死於此內戰的平民人數是戰地部隊的九倍。這使得紅軍自成立伊始，就是一支執行殘暴命令和方針的部隊。更甚者，蘇聯不承認沙皇俄國同意的海牙公約對新政權有約束力，直到1955年才签署。
隨著擊退德國進攻，蘇聯部隊在1944年進入德國和匈牙利，戰爭罪行、掠奪、謀殺平民和特別是強姦達到前所未有的程度。數十年來，西方學者一般將在德國和匈牙利所發生的這些暴行簡單解釋為蘇聯對德國在蘇聯境內的暴行，和屠殺蘇聯戰俘的復仇（520萬戰俘中有360萬死亡）。此說法現受軍事歷史學家如安東尼·比弗的質疑，至少在關於大量強姦的部份。比弗認為紅軍士兵也強姦俄國和波蘭自集中營解放的婦女，並強調這弱化了復仇解釋的可信度。大量強姦也發生在紅軍佔領的波蘭城市，例如，在克拉科夫，蘇軍的到達為波蘭人帶來的是婦女和女孩被蘇聯士兵大量強姦，私人財產被殘暴劫掠。
自1941年起，史達林即有意不惜代價向東線反攻，並以極端殘暴方式（包括對他自己的士兵）領導戰爭。紅軍在二戰的死傷高過任何其他軍隊，部份是因為高人力耗損和訓練時間不足。面對裝備差勁，幾乎無能抵抗機關槍、坦克和火砲的步兵單位，蘇聯指揮官所使用的戰術常是以人海為基本，使自己的部隊遭受慘重損傷。然而用此戰術清理雷區的例子极为罕见，大多数时候使用掃雷载具或由惩戒营担任的除雷部隊清扫雷区。。在蘇聯最高司令部命令下，撤退的士兵或甚至躊躇不前的士兵將被後方的內務人民委員部部隊射殺，史達林在1941年8月16日第270號命令表示，若發生任何撤退或投降事件，所有參與軍官和士兵就地槍決，並可能對他們的家人進行報復懲罰。但是射殺敗退官兵的命令本身也因會嚴重打擊士氣大多不被指揮官們實行。這些證據隨著冷戰後一些蘇聯檔案向外公開，被西方歷史學者發掘和公佈。
紅軍在1939至1941年間，和1944至1949年間，在佔領地（波蘭、愛沙尼亞、拉脫維亞、立陶宛、羅馬尼亞、匈牙利、捷克和斯洛文尼亞）所犯之罪行，發生後便銘記在這些國家的歷史知覺中，不過仍然，系統性、由公眾控制的研討只在蘇聯垮台後才成為可能。這點對蘇聯在1945年毀棄與日本的中立條約後在滿洲國和千島群島的佔領地也同樣適用。

### 平民死傷

#### 冬季戰爭期間

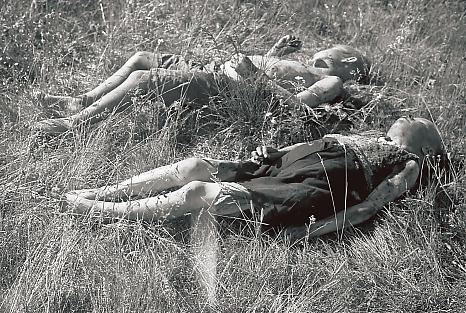
芬蘭拉普蘭Seitajärvi被蘇聯游擊隊所殺的平民、1942年。

冬季戰爭，或稱蘇芬戰爭，隨著蘇聯在1939年11月30日進攻芬蘭展開。在2006年11月，芬蘭官方解密了蘇聯士兵和游擊隊向芬蘭平民進行跨國境突襲的照片，其中包括眾多被殺害婦女和小孩的照片以及被吃掉的士兵的人皮照，這些照片被隱匿了如此久的時間以避免擾亂與這個東方強鄰的關係。

#### 1939年-1942年
在德蘇密約條款下，蘇聯在德國進攻波蘭16日後，入侵並佔領了波蘭東部，並在這之後如同與納粹政權商議的，佔領了波羅的海三小國、部份烏克蘭和比薩拉比亞。蘇聯在所有新控制地區的政策是殘暴的，表現出了強烈種族清洗成份，內務人民委員部部隊跟在紅軍之後清洗佔領地的「反蘇份子」，波蘭歷史學家托馬斯·恩伯注意到德國特別行動隊與此部隊的近似。許多人試圖逃離蘇聯NKVD，那些失敗的人極可能成為紅軍囚犯，並在之後放逐至西伯利亞和/或死在「古拉格」。1939-1941年期間在前波蘭蘇聯控制區內，近一百五十萬名居民被放逐，其中63.1%為波蘭人和其他民族，7.4%為猶太人，這些被放逐者絕少活過戰爭。
依據美國教授卡羅爾·奎格利的研究，紅軍在1939年俘虜的32萬波蘭戰俘中至少10萬人被消滅。
放逐、處死、酷刑、強姦以及其他各種對人民罪行（謀殺、綁架人質、燒平村落）隨著紅軍在1941年的敗退更變本加厲，許多被內務人民委員部逮捕的政治犯被屠殺，以避免讓他們落到德國手上。在波羅的海三小國、白俄羅斯、烏克蘭和比薩拉比亞，被捕的反抗份子由內務人民委員部和紅軍附屬部隊處決，而非留在當地。蘇聯的這些行為增長了對那些曾幫助蘇聯的人，或被懷疑為蘇聯盟友的人，特別是猶太人，增長波蘭人和其他民族對蘇聯的仇恨。結果，在這些國家，特別行動隊可以依賴願意參與他們的殘暴任務的志願者和密報，特別是波羅的海三小國。

#### 1943年-1945年
在戰爭轉折點後，紅軍與德軍戰鬥時不再撤退，反而主要開始重奪東線失去的土地。對所有被控通敵者進行的復仇行動，導致與D-Day之後在解放法國對通敵者的審判類似的結果。
在波蘭，納粹暴行在1944年末結束，但蘇聯的壓迫仍在持續，在華沙起義期間紅軍所扮演的角色至今仍受爭論並被一些歷史學家質疑。一些波蘭家園軍的士兵被迫害、囚禁，並常在假審判後處死（例如維托爾德-皮爾基，奧斯威辛反抗勢力組織者）。

#### 德國1945年
根據歷史學家諾曼·奈馬克，蘇聯軍報的宣傳和蘇聯最高司令部的命令兩者皆對紅軍人員的暴行有責任，其文章一般文意為紅軍以復仇者的身份來到德國，並有權懲罰。蘇聯作家伊爾亞·愛倫堡在1945年1月31日寫道:「德國人已在奧佩倫、哥尼斯堡和布雷斯勞受到懲罰，他們已受到懲罰，但仍不夠，一些已受到懲罰，但還未達全部...」。此外，蘇聯將軍的呼籲也鼓動了士兵，在1945年1月12日，陸軍將領伊萬·切爾尼亞霍夫斯基向他的部隊發表以下言論:「無論對誰都不應有任何憐憫，因為我們也未得到任何憐憫...法西斯的土地必須成為沙漠...」

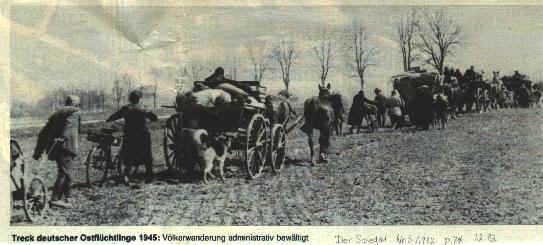
難民列，東德，1945年。

在德國方面，即使紅軍已在1944年的最後一個月侵入德國領土，任何對市民的有組織撤離皆為納粹政府所禁止，以提升部隊士氣。不過，德國市民從來自東線服役的朋友和親人的消息，很清楚紅軍對平民的戰爭方式，並害怕紅軍。另外，納粹的宣傳 - 為鞏固民防以詳細畫面和陰森方式描述紅軍暴行如內默爾朵爾夫大屠殺 - 引火燒身使得民間出現恐慌。結果，在納粹官員撤離後，平民開始自動自發的向西逃竄，逃離推進中的紅軍。超過兩百萬德國東部省份（東普魯士、西里西亞、波美拉尼亞）的人民死於寒冷和饑餓、戰後種族清洗或因捲入戰場被殺，很大部份死亡發生在當難民列被紅軍部隊追上時，他們被坦克攆過、洗劫、槍擊、謀殺，婦人和女孩被強姦後遺棄，任其自滅，蘇聯空軍的戰鬥轟炸機穿透前線好幾公里並向難民列攻擊。戰後紅軍將在東線或被蘇聯俘虜的德軍、女兵、市民送往西伯利亞集中營，強迫奴役和不人道虐待(毆打、處死、酷刑、強姦)，因為戰後蘇聯男女人口嚴重失調，紅軍高層軍官默許紅軍在俘虜隨意虐待俘虜，這當中也包含了德國女兵被紅軍的軍士官兵輪姦，東線戰場也發生許多戰爭性犯罪，尤其是紅軍攻破柏林的時候，許多德國女人也淪為紅軍的施暴對象，二戰中，總共有600萬德國平民和士兵淪為俘虜，光是斯大林格勒一次戰役中,就有近10萬德軍被蘇聯紅軍俘獲。美國人也俘獲了大量的德國戰俘，這些德國俘虜中，被關押在美國佛羅里達和加利福尼亞戰俘營裡，算是比較走運的。而不幸被關押在蘇聯戰俘營裡的大約300萬德國戰俘，命運最為悲慘，他們中有超過三分之一的人再沒有踏上故土，在當時，許多德國戰俘並不是軍人，而是來自平民。德國被蘇聯人劃區佔領後，如果一個蘇聯軍人要搭走一個國人，可以不需要任何理由，許多被帶走的德國人，原以為登記一下就會回來，所以沒有任何思想和物質上的準備,但是他們錯了。以為兩個小時後就能回來的德國人不計其數，他們在戰俘營裡一呆就是幾年，甚至是一去不返，1955年，戰後西德的第一任總理康拉德·阿登納為了要回關在蘇聯的最後一萬名戰俘，不惜訪問莫斯科,並低三下四地接受了許多苛刻的條件，才在數年後把這一萬名倖存者帶回了德國。這可以說是世界歷史上最大的一次骨肉團聚活動。它意味著一萬多個家庭得以歸於完整。但是另有達100萬名的德國戰俘就此再無踪影。
那些走的人須承受紅軍統治的重負:謀殺、強姦、搶劫和放逐。例如，在東普魯士城市哥尼斯堡，紅軍佔領此城時大約有10萬名德國市民居住於此，當德國人終於在1948年被驅逐出哥尼斯堡時，只剩約兩萬人仍然存活。紅軍在德國的暴虐在佔領期間不斷持續，並導致如德明鎮之類事件發生，此小城在1945年被蘇聯部隊佔領，儘管德明和週邊在未有任何抵抗下無條件向紅軍投降，近900人在蘇聯指揮官宣佈德明開放洗劫三天後自殺。
雖然並未經常有紅軍大規模屠殺平民的報導，卻有小規模處決市民的照片以及案件，例如在特羅恩布里珍有一件已知事件，至少88名男性市民在1945年5月1日在被集合後槍決，此暴行發生在蘇聯士兵的勝利慶祝之後，慶祝中眾多特羅恩布里珍女孩被強姦並且有一名紅軍中校被不知名人士槍擊。一些研究表示此事件中高達一千人被處死。
随着苏军的推进，大量德国人选择了自杀，大规模集体自杀的地点主要集中在苏联占领的西里西亚、西普鲁士、东勃兰登堡和梅克伦堡地区：：
- 新勃兰登堡：超过600起自杀[44]
- 布格施塔加德：120起自杀[44]
- 新施特雷利茨：681起自杀[44]
- 彭茨林: 230起自杀[44]
- 泰辛：107起自杀[44]
- Vietzen和雷希林：許多人投湖（米里茨湖）自盡[44]
- 泰特罗、居斯特罗、罗斯托克、巴特多伯兰：每個地方都有數百起自殺[44]
- 马尔欣：超過500起自殺[44]
- 紹恩蘭克：超過500起自殺[44]
- 施托尔：超過1000起自殺[44]
- 倫堡：超過600起自殺[44]
- 綠山城：超過500起自殺[44]
- 柏林：4月和5月出現超過4000起自殺[44][45]

#### 波蘭1944-1953年
在據有波蘭被德軍佔領的土地後，蘇聯士兵經常對波蘭人進行的劫掠、強姦和盜匪行徑，將人民對蘇聯的態度轉變成厭惡、恐懼、甚至仇恨。紅軍部隊也參與了反波蘭行為（如追擊奧古斯圖夫政權，約600人死去）。

#### 中國東北1945-1946年
1945年美國為了盡快結束太平洋地區對日戰爭，降低美國的損失，於是於1945年在雅爾達美國總統羅斯福、英國首相邱吉爾、蘇聯人民委員會主席史達林三國領袖達成《雅爾達協議》，要求蘇聯進軍中國東北，蘇聯於1945年8月8日日本投降前夕對日本宣戰，進軍東北，佔領城市後最早動手的第一件事情，就是在哈爾濱、長春、瀋陽等城市的要衝，興建「蘇聯紅軍烈士紀念碑」。
苏联红军对战败的日本人进行抢掠施暴，苏联屠杀日本战俘和日本侨民，许多来不及撤回日本的侨民被苏军屠杀。典型的例子有牡丹江事件、麻山事件和葛根庙屠杀。此外還有來不及撤退的日本兵和日本女兵或被俘虜的日本兵和女兵，一同送往西伯利亞集中營強迫奴役或非人道虐待(毆打、強姦、處死、酷刑)據說這些日本俘虜在西伯利亞集中營裡，每年死亡人數大約5萬左右，紅軍高層軍官默許對俘虜的虐待，蘇聯因為戰後男女人口嚴重失調，蘇聯女兵和蘇聯男兵將目光注視到俘虜，進行強姦或輪姦的行為，據說蘇聯俘虜日本兵的總數是60萬，從西伯利亞送回日本的俘虜在20萬左右，外加幾船的骨灰。
同时，苏联亦对中国东北的平民进行骚扰。當時，蘇聯佔領軍統帥部設在了長春市的日本關東軍司令部內，其首領為馬林諾夫斯基元帥，而瀋陽市的防衛則由城防司令卡爾可夫少將負責。然而，苏联军队军纪败坏，會在光天化日之下洗劫來往行人，在市內，一入黃昏，便人人自危。因為俄軍會隨意用卡車搬走老百姓的東西，再怎麼喊叫、呼救都沒有用，反而會被一腳踢倒在地上，撞得頭破血流。年輕的婦女們，早把頭剃得光光的，胸部也緊束起來，穿上男人裝，以求自保。苏联士兵甚至使用機關槍射殺，對孩童施暴。龙应台对此评论道，在紀念碑落成、要求「長春各界人士」向紅軍致敬的同時，紅軍正在城裡頭燒殺擄掠。在大街上對婦女施行強暴，；连中共东北民主联军松江军区司令员卢冬生也因制止苏联红军抢劫而遭枪击致死。而蘇聯軍隊任意進入住宅，以刀槍威嚇強奪物品與姦殺婦女，苏联当地进行的抢劫和强奸妇女的行为引起了当地人的恐慌，造成了恶劣的影响，當時東北人均抱怨：｢走了個小鼻子，來了個大鼻子。｣在此期间苏军的行为甚至影响了后来中华人民共和国与苏联的关系。

### 強姦和綏靖
德國
根據以下資料估計，紅軍士兵在二戰末強姦了超過兩百萬德國婦女，其中20萬人之後死於傷口、自殺、或是直接被謀殺。對1944年至1945年間被紅軍強姦的受害人數估計如下：東部省份:1,400,000。蘇聯佔領區不包括柏林：500,000。柏林：100,000。另外，許多受害者多次被強姦，一些多達60至70次。
自1945年夏起，被捉到強姦的蘇聯士兵通常會受到不同程度的懲罰，從拘留到處死。不過強姦仍然層出不窮，直到1947-48年冬，蘇聯部隊被官方限制在嚴密看管的駐地和軍營，將他們與東德居住人口完全分離才解決問題。
諾曼·奈馬克在《俄國人在德國:蘇聯佔領區的歷史、1945-1949》中寫道:「不只每個受害者都被迫在她的餘生背負創傷，整個東德也遭受到巨大的集體創傷...強姦犯罪在佔領的第一天就刻在蘇聯佔領區人们的心里，历經1949年秋东德的成立，并在某种程度上持續到今天。」
匈牙利
僅只佔領布達佩斯期間，就估計約有五萬這個城市的婦女被強姦。匈牙利女孩大多被帶到蘇聯軍營監禁、強姦，有時也被殺害，受害者的國籍對這些士兵並沒有意義，甚至還攻擊瑞典公使館。
南斯拉夫
雖然紅軍在1944年僅經過南斯拉夫東北很少部份，但它的行徑仍引起當地共產黨游擊隊的嚴重關切，憂慮他們的共產黨盟友做的強姦和掠奪會降低他們在人們中的聲望。至少有121件強姦被記錄，其中111件也關係到謀殺，另外有1,204件暴力洗劫被記錄。史達林對一位南斯拉夫游擊隊領袖向他抗議紅軍行為的回應是「難道他不能理解一位橫過數千公里血、火和死亡的士兵找個女人快樂並拿些小玩意嗎?」
斯洛伐克
斯洛伐克的共產黨領袖拉多·克萊門蒂向科涅夫元帥抗議蘇聯部隊在斯洛伐克的行為，得到回應是將之歸咎紅軍逃兵。
保加利亞
因為托爾布欣元帥的部隊較好的紀律、相對相近的文化、近一世紀的友善關係和對蘇聯部隊的公開歡迎，強姦相對而言不存在，特別是與羅馬尼亞和匈牙利的被佔領狀況相比。
波蘭
紅軍與內務人民委員部合作對付波蘭的游擊隊和平民。在1945追擊奧古斯圖夫政權期間，超過2000名波蘭人被俘，其中約600人死亡。
中國
蘇聯紅軍進軍東北後，當街毆打中國民眾，並眾目睽睽下追逐與強暴婦女，特别是在东北各大城市，一到夜晚就有一些零散的苏军士兵拦路抢劫行人和追逐妇女，有时还持枪闯入民宅。结果使中国女人晚间不敢上街，男人上街则不敢戴手表、穿皮大衣。许多喝得醉醺醺的苏军官兵又到处倒卧路旁，令人观之侧目。

### 對城市的破壞和掠奪
大至上，紅軍軍官在羅馬尼亞、匈牙利和德國境內的所有城市、村落、農莊皆公然開放掠奪和洗劫，雖然書面命令並不存在，不過有好幾份文件描述了紅軍的行為模式，其中一份文件是布達佩斯瑞士公使館的報告，描述1945年紅軍進入此城發生的事，內中說:「在布達佩斯包圍戰和其後的悲慘數周，俄國（蘇聯）部隊隨意洗劫城市，他們事實上進入所有屋子，無論是最窮的或最有錢的，拿走所有他們想要的東西，特別是食物、衣物和貴重品。每一棟公寓、商店、銀行，諸多此類，皆被洗劫多次，拿不走的家具和較大的藝術品之類，經常被直接破壞。在許多案例中，洗劫後還將房子付之一炬，造成龐大損失，銀行保險箱無一例外的被清空--甚至英國人和美國人的保險箱也是--無論找到的什麼全部拿走。」
Walter Kilian，柏林夏洛滕堡行政區戰後由蘇聯指派的第一位市長，報告了紅軍士兵在這個地區進行的廣泛洗劫:「個人、百貨公司、商店、公寓...全部被盲目搶劫。」
在蘇聯佔領區，德國統一社會黨成員向史達林報告，蘇聯士兵進行的洗劫和強姦可能會導致德國人口對蘇聯的負面反應和傷害整個東德社會主義的未來，史達林對他德國同志的憂慮的回答是：「我不會容忍任何人弄污紅軍的榮譽。」
所有證據，例如報告、照片和其他關於紅軍洗劫、強姦、燒毀農莊和村落的文件，因而全部自所有在蘇聯德國佔領區（後成為東德）的檔案庫內抹消。不過在私人記憶、日記和相片簿，1945事件的被盡力保留了下來。
許多時候蘇聯士兵將建築、村落、城市部分點火，然後射擊任何意圖熄火的人。例如在1945年5月1日，蘇聯士兵將代明市中心點火，並阻止任何人熄火，市場周圍的所有建築中，在烈焰後僅尖塔留存。大多數的紅軍暴行發生在被歸類為敵對地域的地方，儘管如此，紅軍士兵和NKVD人員在1944和1945年經常在波蘭洗劫運輸火車。
蘇聯軍隊佔領東北後，以『解放者的姿態』在東北建立紀念碑，並掠奪中國的工廠設施做為日本賠款，運回蘇聯，據統計其金額高達80億美元，超過德境三倍。

### 戰俘的處置

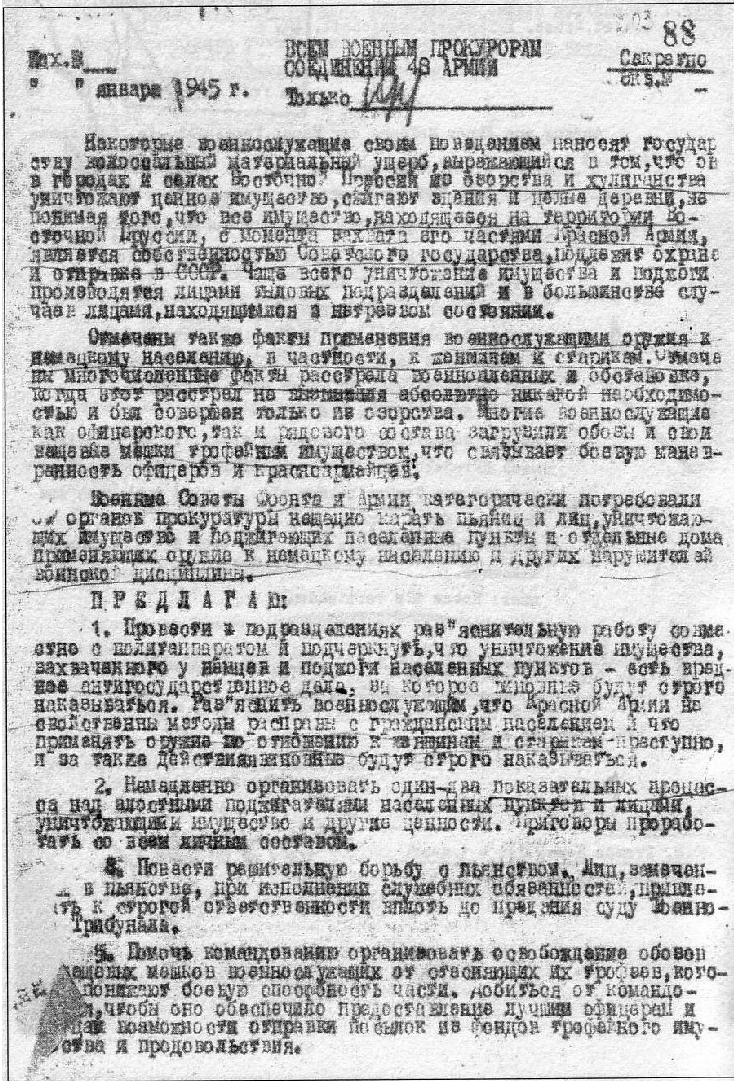
蘇聯命令、1945:「一些陸軍人員的行為導致了龐大的物質損壞，因為他們破壞東普魯士城市和鄉村裡的高價財產，燒毀現已屬於蘇聯的建築和整個村落...此外發現案例陸軍人員使用武器對付德國平民，特別是對女性和老人。發現眾多案例戰俘在不必要的情況下被惡意射殺。」此命令之後繼續說明對此類事件的處置方式。

在1955年前，蘇聯並不承認沙皇俄國加入的海牙公約對其有約束力並拒絕簽署。這已導致1919-21年波蘇戰爭期間波蘭和蘇聯雙方對戰俘的野蠻對待，在1955年之前，蘇聯也拒絕簽署1929年的日內瓦公約，相應的，蘇聯自二戰開始就以殘酷的方式對待先是波蘭、之後德國、德國盟友和日本的戰俘。
1941年期間，緊急降落的德國飛行組員經常被射殺。酷刑、致殘、謀殺和其他違反國際法的行為自1941年6月成為家常便飯。在1941/42年冬，紅軍每個月大約抓到10,000名德國士兵為戰俘，但死亡率高到反而使戰俘的絕對人數減少。
在第二次世界大战期间，苏联内务人民委员会对波兰东部及周边国家（主要是现代西白俄罗斯）和苏联占领区的其他地区的战俘实施了一系列大规模处决。整体死亡人数仍然未知。

#### 特羅恩布里珍大屠殺
特羅伊恩布里岑大屠殺發生在1945年4月最後一日和5月第一日，在艱苦戰鬥攻下這個村落後，紅軍集合了約一千名平民並在附近森林將他們處死，據說這是為了一位蘇聯高階軍官死於佔領此村落的戰鬥進行的報復。

## 冷战

### 匈牙利革命（1956）
根據聯合國為匈牙利問題（1956）設立的特別委員會：
蘇聯坦克向所有他們認為攻擊他們的建築进行無差別射擊。委員會收到大量的報告，蘇聯在沒有遭袭的情況以迫擊砲和火砲射擊城內有人居住的Buda區。委員會收到隨性射擊無防備路人的報告。根據許多證人，蘇聯部隊向正在商店外排隊的人們開火，據述多數受害者為婦女和小孩。亦有許多蘇軍向救護車和紅十字車輛開火的案例被報告。

## 深入閱讀
- Elizabeth B. Walter, Barefoot in the Rubble 1997, ISBN 0-9657793-0-0
- Fisch, Bernhard, Nemmersdorf, Oktober 1944. Was in Ostpreußen tatsächlich geschah. Berlin: 1997. ISBN 3-932180-26-7. (about most of the Mayakovskoye|Nemmersdorf atrocity having been set up by Goebbels)
- Marta Hillers（页面存档备份，存于）, A Woman in Berlin: Six Weeks in the Conquered City Translated by Anthes Bell, ISBN 0-8050-7540-2
- Antony Beevor, Berlin: The Downfall 1945, Penguin Books, 2002, ISBN 0-670-88695-5
- Max Hastings, Armageddon: The Battle for Germany, 1944-1945, Chapter 10: Blood and Ice: East Prussia ISBN 0-375-41433-9
- John Toland, The Last 100 Days, Chapter Two: Five Minutes before Midnight ISBN 0-8129-6859-X
- Norman Naimark|Norman M. Naimark, The Russians in Germany: A History of the Soviet Zone of Occupation, 1945-1949. Harvard University Press, 1995. ISBN 0-674-78405-7
- List of non-fiction writers|Catherine Merridale, Ivan's War, the Red Army 1939-1945, London: Faber and Faber, 2005, ISBN 0-571-21808-3
- Alfred-Maurice de Zayas, The Wehrmacht War Crimes Bureau|The Wehrmacht War Crimes Bureau, 1939-1945. Preface by Professor Howard Levie. Lincoln: University of Nebraska Press, 1989. ISBN 0-8032-9908-7. New revised edition with Picton Press, Rockland, Maine, ISBN 0-89725-421-X
- Alfred-Maurice de Zayas, A Terrible Revenge. The Ethnic Cleansing of the East European Germans, 1944-1950 , St. Martin's Press, New York, 1994, ISBN 0-312-12159-8